# Bizantyjsko-ukraińscy eparchowie Toronto
Eparchowie Toronto – egzarchowie Kanady Wschodniej, egzarchowie Toronto oraz eparchii Toronto i Kanady Wschodniej Kościoła katolickiego obrządku bizantyjsko-ukraińskiego (od 1956 roku). 

## Eparchowie[1]
| Lata urzędowania | Eparcha | Eparcha            | Uwagi                                                                           |
| ---------------- | ------- | ------------------ | ------------------------------------------------------------------------------- |
| 1948–1998        |         | Isidore Borecky    | w latach 1948–1951 egzarcha Kanady Wschodniej, od 1951 do 1956 egzarcha Toronto |
|                  |         | Roman Danylak      | administrator apostolski sede plena w latach 1992–1998                          |
| 1998–2003        |         | Cornelius Pasichny |                                                                                 |
| 2003–2019        |         | Stephen Chmilar    |                                                                                 |
| od 2022          |         | Bryan Bayda        | administrator apostolski sede vacante od 2019                                   |